# Elistvere järv
Elistvere järv är en sjö i Estland.   Den ligger i landskapet Jõgevamaa, i den centrala delen av landet, 150 km sydost om huvudstaden Tallinn. Elistvere järv ligger 50 meter över havet. Arean är 1,2 kvadratkilometer. Omgivningarna runt Elistvere järv är en mosaik av jordbruksmark och naturlig växtlighet. Den sträcker sig 1,9 kilometer i nord-sydlig riktning, och 1,7 kilometer i öst-västlig riktning.